# James Brooke
James Brooke (Bandel (Hooghly district), India, 29 april 1803 - Burrator (Devon), Engeland, 11 juni 1868) werd bekend als de eerste blanke radja van Sarawak. 

## Levensloop
Brooke werd geboren uit een familie van Brits-koloniale ambtenaren en volgde een militaire opleiding. Na de dood van zijn vader in 1835 benutte hij zijn erfenis om een schip uit te rusten en op avontuur te gaan.
Hij belandde in Nederlands-Indië, waar hij van gouverneur-generaal Eerens een vrijpas kreeg voor Borneo. Nederlandse bestuursambtenaren gaven hem aanbevelingsbrieven mee.
In 1838 kreeg hij vaste voet op Noord-Borneo door zijn hulp die hij de Sultan van Brunei bood in diens strijd met de Iban stammen (koppensnellers). In 1841 kreeg hij daarvoor een benoeming tot radja van Sarawak. Ook nadien hielp hij nog opstanden tegen de sultan van Brunei onderdrukken. Hij verkreeg een onafhankelijke status voor Sarawak dat hij in 1842 uitriep tot koninkrijk.
In 1847 stelde hij het eiland Labuan ter beschikking aan de Engelsen als kolenstation. In deze tijd van opkomende stoomvaart moesten marine en koopvaardij overal kolen kunnen innemen voor hun stoommachines. Uit dank kreeg hij een Britse adellijke titel en een aanstelling tot consul-generaal in Sarawak.
Brooke werd verschillende malen geëerd door biologen die diersoorten naar hem vernoemden. Voorbeelden zijn de radjahdwergooruil (Otus brookii) en Brooks tjitjak (Hemidactylus brookii).